# Rue Émile-Levassor
La rue Émile-Levassor est une voie située dans le quartier de la Gare du 13e arrondissement de Paris.

## Situation et accès

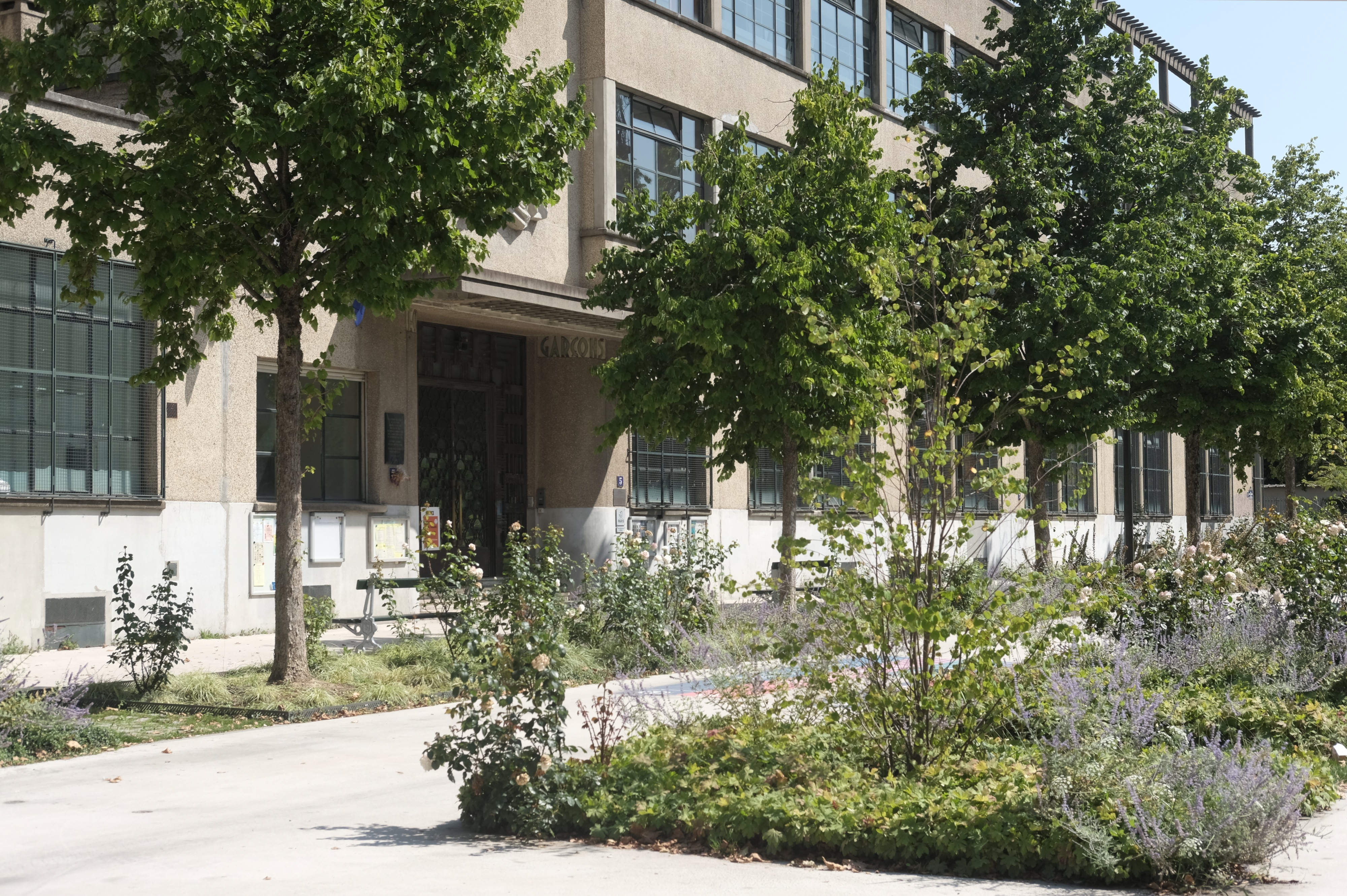
La rue Émile-Levassor en 2024, au niveau du numéro 5 (école des garçons).

La rue Émile-Levassor est desservie à proximité par la ligne 7 à la station Porte d'Ivry, ainsi que par la ligne 3a du tramway d'Île-de-France.

## Origine du nom
Elle porte le nom de l'ingénieur et constructeur automobile Émile Levassor (1843-1897).

## Historique
Cette rue est ouverte en 1931 sur l'emplacement du bastion no 88 de l'enceinte de Thiers et prend sa dénomination actuelle l'année suivante.

## Bâtiments remarquables et lieux de mémoire
- La rue accueille à la jonction avec le boulevard Masséna 1SQMH de Didier Fiuza Faustino, l'une des œuvres d'art contemporain installées en 2006 par la ville de Paris sur le parcours de la ligne 3a du tramway d'Île-de-France.
- Elle donne accès au complexe sportif de la porte d'Ivry et également au gymnase de la Halle Carpentier.